# Poya unica
Poya unica là một loài bướm đêm trong họ Geometridae.